# 吉賈
7°20′N 1°56′E / 7.333°N 1.933°E

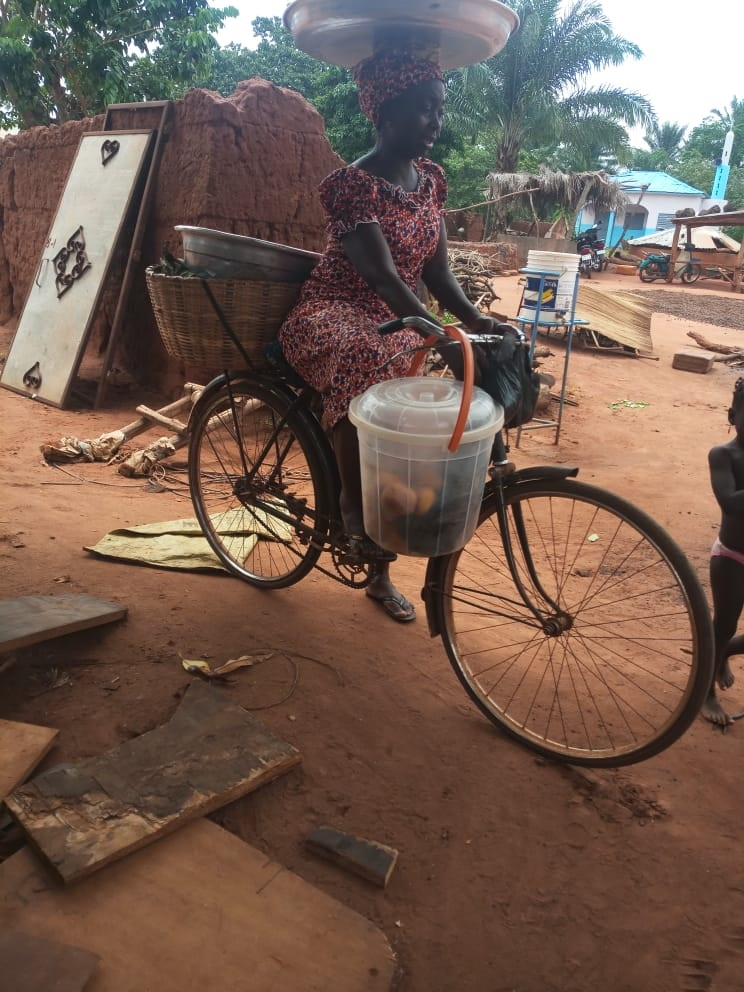
吉賈的居民

吉賈（法語：Djidja）是貝寧的城鎮，位於該國中南部，由祖省負責管轄，面積2,184平方公里，海拔高度151米，2002年該城鎮人口為84,590，人口密度每平方公里100人。